# Рубан Іван Максимович
Рубан Іван Максимович (1629—1697) — шляхтич гербу Шеліга, козак Іркліївської сотні Кропивненського полку (1649), осавул полковий комонного полку Іллі Новицького (? -1680 - 1697), полковник охочий (1697 - ?), змінив Іллю Новицького.
Отримав від гетьмана Івана Мазепи універсал на с. Лялинці Чигриндубравської сотні. Купив с. Мозолівку з пасікою у Мозоля і заповів Саливоненкам. Став ченцем Йосип Переяславського монастиря.

## Листи гетьмана Мазепи до Рубана
Лист гетьмана Івана Мазепи до охотницьких комонних та піхотних полковників.

1689, листопада 13 (3).– Батурин.
«Мой ласкавый приятелю пне полковнику комонный.
П. Иван Рубан, асаул в. мс. полковой, был у нас, з которого мовы и з листа в. мсного відомо нам о проваженью піхоти охотницкое полку пна Яворского. З яких мір зрозумілисмо, же в. мс. придавал его, Рубана, до оное піхоти для того, жебы людем не діялася прикрость. Той теды поступок в. мстин мы, гетман, похваляем в. мс. и его, асаула, отпускаючи, звыклое наше ласкавое засылаем в. мс. поздоровлене.
З Батурина ноеврия 3 року от сотворения світа 7198, а от Рождества Христова 1689.
В. мсти зычливый пртел Иван Мазепа, гетман Войска их царского пресв[ітлого ] вел[ичества] Запор[озкого]»
(НБУВ. – ІР. – Ф. ІІ. – № 14722. – Оригінал завірений особистим підписом Мазепи)
1690, лютого 24 (12). – Гадяч.
«Мой ласкавий приятелю пне полковнику комонный.
Для яких діл тут до себе вашого полкового асаула п. Ивана Рубана мы займовали, о том всем он в. мс. сам устне скажет за приездом своим. Которого мы до в. мс. отпустивши, з умислу через сей лист наш пилно жадаем, абыс в. мс. прийдучого о вторка, то ест 18 феврал[я], влехці(?) до нас прибувал. А то для поради и зажитя от нас собі информациї в діле наміреном до походу военного належной. О що пилно в. мс. жадаючи, Гсду Бгу поручаем.
З Гадяча 12 феврал[я] 1690 року.
В. мст. во всем зычливий во всем пртел Иван Мазепа гетман Вой[ска] их царского пресв[…] велич[ества] Запороз[…]».
(НБУВ. – ІР. – Ф. ІІ. – № 14729. – Оригінал, завірений особистим підписом Мазепи)